# Olibrus stierlini
Olibrus stierlini é uma espécie de insetos coleópteros polífagos pertencente à família Phalacridae.
A autoridade científica da espécie é Flach, tendo sido descrita no ano de 1888.
Trata-se de uma espécie presente no território português.